# Осмометр
Осмометр — измерительный прибор для измерения осмотического давления или концентрации осмотически активных веществ (осмоляльности); применяется при биофизических и биохимических исследованиях.
Принцип измерения основывается на нескольких физико-химических свойствах:
- Измерение давления насыщенного пара над раствором — осмотически активные частицы уменьшают его
- Мембранная осмометрия — чистый растворитель отделён от исследуемого раствора мембраной, проницаемой только для растворителя
- По измерению коллигативных свойств раствора — так как с ростом концентрации осмотически активных веществ повышается температура кипения и понижается температура плавления исследуемого раствора.

Осмометры полезны для измерения общего количества растворённых солей, сахаров в крови или моче. Также осмометрия применяется для определения молекулярной массы исследуемого вещества.